# Steuben (paquebot)
Le DS Steuben  était un paquebot de luxe allemand, transformé en transport de troupes et qui fut coulé le 10 février 1945 en mer Baltique par un sous-marin soviétique alors qu'il ramenait des blessés et des réfugiés de la Prusse-Orientale vers le port de Kiel. On estime entre 3 000 et 4 000 le nombre de victimes, ce qui en ferait le troisième naufrage le plus meurtrier de l'histoire.

## Histoire
Il avait été construit en 1923 dans le chantier naval AG Vulcan de Stettin sous le nom de München (Munich) comme son sister-ship le Stuttgart. Tous les deux avaient été commandés par la Norddeutschen Lloyd pour assurer des liaisons transatlantiques. Il était long de 168 m pour une vitesse de 15 nœuds.
Il fut renommé en 1930 General von Steuben d'après l'officier prussien Friedrich Wilhelm von Steuben, qui servit au côté de George Washington pendant la guerre d'indépendance américaine. Son nom fut simplement réduit à Steuben en 1938, juste avant qu'il ne soit mis en service 1939 par la Kriegsmarine comme navire de soutien. En 1944, il fut mis en service comme navire de transport armé, emmenant des troupes allemandes dans les ports de l'est de la Baltique et amenant des blessés et des réfugiés de Prusse-Orientale à Kiel dans le cadre de l'opération Hannibal. Il fut coulé le 10 février 1945 par le sous-marin soviétique S-13 commandé par Alexandre Marinesko pendant la même mission durant laquelle il coula le Wilhelm Gustloff. On estime entre 3 000 et 4 000 le nombre de passagers qui périrent et seuls 630 survécurent.

## L'épave
L'épave du bateau a été découverte par la marine polonaise dans la mer Baltique. Elle repose à 80 mètres de profondeur. Son lieu exact est tenu secret pour éviter les pillages. 
Selon une première étude de la marine, la coque du bateau est en bon état. Il s'agit du troisième et dernier bateau de croisière allemand ayant servi en 1945 à rapatrier les Allemands à l'étranger en Allemagne, devant l'arrivée de l'armée soviétique. Il a coulé au large de la Pologne actuelle.